# Philippe-Édouard Foucaux
Philippe-Édouard Foucaux, född den 15 september 1811 i Angers, död den 20 maj 1894 i Paris, var en fransk orientalist.
Foucaux, som var lärjunge av Burnouf, blev 1842 professor i tibetanska vid École spéciale des langues orientales vivantes, fick samtidigt anställning vid Bibliothèque nationale och höll efter Burnoufs död 1852 föreläsningar i sanskrit vid Collège de France, där han 1862 utnämndes till professor i detta ämne. Foucaux införde studiet av tibetanska språket i Frankrike. Bland hans skrifter märks Grammaire de la langue thibétaine (1858), Histoire du Bouddha Sakya-Mouni (tibetansk text och fransk översättning, 1848), Parabole de l’enfant égaré (på sanskrit och tibetanska med fransk översättning, 1854), Le trésor des belles paroles (urval av tibetanska tänkespråk, text och översättning, 1858), Onze épisodes du Mahabharata (i fransk översättning, 1862), La guirlande précieuse des demandes et des réponses en sanscrit et en thibétain (1867), Le religieux chassé de la communauté (buddhistisk saga, översättning från tibetanskan, 1873), Le Lalila Vistara (développement des jeux), contenant l’histoire du Bouddha Qakya-Mouni (översättning från sanskrit, 1884-92).